# Un petit favor
Un petit favor és una comèdia negra de misteri i suspens del 2018 dirigida per Paul Feig a partir d'un guió escrit per Jessica Sharzer, i basat en la novel·la del mateix nom de Darcey Bell. La pel·lícula és protagonitzada per Anna Kendrick, Blake Lively, Henry Golding, Andrew Rannells, Linda Cardellini, Rupert Friend, i Jean Smart, i segueix la vlogger d'un poblet que tracta de resoldre la desaparició de la seua millor amiga (rica i misteriosa). S'ha doblat al català.